# Manuel Antonio Rueda
Manuel Antonio Rueda Jara (Villa del Rosario, 10 de enero de 1858 - Bogotá, 24 de mayo de 1907) fue un ingeniero civil y militar colombiano, quien además fue reconocido como matemático y educador. Nació en la misma casa en donde nació Francisco de Paula Santander. 
Se destacó como fundador de instituciones académicas, así: En 1885 y 1892, con Lorenzo Lleras, Antonio José Iregui, Aníbal Brito y Francisco Montoya en la fundación del Colegio Académico, primero, y el Liceo Mercantil, después con el propósito de «fundar escuelas privadas a donde no llegaran los inspectores eclesiásticos a imponer textos ni mucho menos a ejercer tutelaje sobre los profesores laicos».
En 1886, con Luis Antonio Robles, Simón Araujo y José Herrera Olarte apoyando a Nicolás Pinzón Warlosten en la fundación del Externado de Derecho, «la primera institución universitaria laica del país» y la octava universidad que se creaba en Colombia. En 1887, fue uno de los socios fundadores de la Sociedad Colombiana de Ingenieros, y en 1890, con Antonio José Iregui y Luis Antonio Robles en la fundación de la Universidad Republicana.

## Biografía
A los 11 años llegó a Bogotá a estudiar en uno de los colegios de la capital colombiana. Antonio Vargas Vega, quien fuera Rector de la Universidad Nacional de Colombia, lo descubrió como educador: «Es verdad que es muy joven, pero mire usted que ese joven tiene toda la talla de un profesor». Más tarde Santiago Pérez solía expresar: «No conozco quien tenga como él en grado tan eminente, el don de enseñar». Tuvo bajo su tutela al Astrónomo Julio Garavito Armero.

## Estudios
Entró en 1872 a la Escuela de Literatura y Filosofía de la Colegio Mayor de San Bartolomé (Bogotá), la cual estaba dirigida por Antonio Vargas Vega quien en 1874 lo recomendó al Consejo de la Escuela como candidato para dictar el Primer Curso de Aritmética. En 1876 se graduó como Ingeniero Civil.

## Positivismo en Colombia
Con Nicolás Pinzón Warlosten, Luis Antonio Robles, Simón Araujo y José Herrera Olarte, Manuel A. Rueda  practicaron las ideas liberales provenientes del positivismo de Augusto Comte y Herbert Spencer, las cuales habían sido difundidas desde la Universidad Nacional de Colombia y permitieron la fundación de universidades modernas en Colombia, a saber: el Externado de Derecho, hoy Universidad Externado de Colombia y la Universidad Republicana (hoy Universidad Libre)

## El profesor universitario
Fue profesor de matemáticas en la Universidad Nacional de Colombia, el Colegio Mayor de Nuestra Señora del Rosario, la Escuela de Ingeniería Civil y Militar y, por supuesto, en la Universidad Republicana.

## Fundación de la Universidad Republicana
Manuel A. Rueda se unió en 1890 con Antonio José Iregui, José Herrera Olarte y Luis Antonio Robles para crear "una Universidad Libre, Laica, Externa a lo confesional y oficial", después de "cinco años de existencia" del Colegio Académico, como consecuencia del "desarrollo natural de las cosas... surgió la idea de establecer la Universidad Republicana",
En este propósito lo acompañaron mentalidades e intelectuales colombianos de finales del siglo XIX, a saber:

Francisco A. Álvarez, Salvador Camacho, Alejo de la Torre, Juan Félix de León, Ignacio V. Epinoza, Aníbal Galindo, Modesto Garcés, Eladio Gutiérrez, José Herrera Olarte, Juan David Herrera,  Florentino León, Antonio Vargas Rueda, Juan Manuel Rudas, Diego Mendoza Pérez, Antonio José Iregui, Medardo Rivas, Januario Salgar, Teodoro Valenzuela, Carlos A.Torres, Luis A. Robles.
Jaime Mejia Gutiérrez

## Un matemático no reconocido
La profesora Clara Helena Sánchez, quien pertenece al Departamento de Matemáticas y Estadística de la Universidad Nacional de Colombia sostiene (refiriéndose al ingeniero Manuel A. Rueda) que «no ha recibido el reconocimiento que merece en la historia de la matemáticas en Colombia en razón de su labor docente».

## Obras
- (1883) Tratado de Aritmética. Bogotá: Imprenta de vapor de Zalamea.
- (1884) Compendio de la Aritmética de Manuel Antonio Rueda. Bogotá: Imprenta Vapor de Zalamea Hermanos.
- (1887) Lecciones de Algebra. Bogotá: Fernando Pontón.
- (1887) Lecciones de Trigonometría. Bogotá: Imprenta de Vapor de Zalamea.
- (1890) Contabilidad Mercantil. Bogotá: Imprenta de Torres Amaya.
- (1890) Primer curso de inglés (Traducción M.A.R). Bogotá: Imprenta "Echeverria".
- (1891) Curso de Algebra. Bogotá: Librería Colombiana Camacho Roldán y Tamayo.
- (1891) El Juguete de los Números. Bogotá: Echeverría Hermanos.
- (1899) Citologia científica. Bogotá: Imprenta Medardo Rivas en coautoría con Lorenzo Lleras.
- (1901) Curso de geografía universal. Bogotá: Tamayo Hermanos & Cía en coautoría con Francisco Montoya M.